# Fábula de Píramo y Tisbe

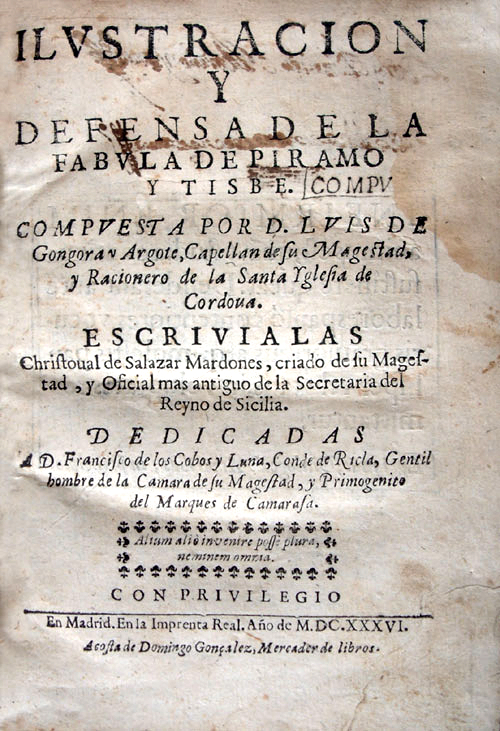
La Ilustración y defensa de la «Fábula de Píramo y Tisbe» (1636), de Salazar Mardones, fue el mejor de los comentarios del siglo XVII del romance de Góngora.

La Fábula de Píramo y Tisbe es un romance de Luis de Góngora, compuesto en 1618 en quinientos ocho versos octosílabos con rima asonante en ú-o.
Se trata del último poema de gran enjundia compuesto por el lírico cordobés, y supone la culminación de la fusión entre el estilo burlesco y el sublime. Pese a ser un romance con elementos conceptistas y satíricos, su dificultad es extrema, tanto o más que la de los que tradicionalmente han sido considerados los poemas mayores de Góngora, la Fábula de Polifemo y Galatea y Las Soledades, pues a la complejidad de las metáforas y del léxico cuajado de neologismos y cultismos, la Fábula de Píramo y Tisbe añade alusiones a costumbres de la época de Góngora, utiliza el lenguaje de germanía y variedades lingüísticas pertenecientes a todos los ámbitos de la realidad, y multiplica la polisemia, con lo que consigue que el texto adquiera una gran profundidad semántica.
En él se combinan distintos registros del lenguaje, desde el más vulgar hasta el lenguaje jurídico descontextualizado, en una mixtura que ya fue calificada por Cristóbal Salazar Mardones, el mejor comentarista contemporáneo de este romance de Góngora con su Ilustración y defensa de la «Fábula de Píramo y Tisbe» (Madrid, 1636), como de estilo «jocoserio».
El poema parte de la imitación burlesca de la fábula clásica latina, que figura en las Metamorfosis, IV, 51-166, de Publio Ovidio Nasón, aunque con adiciones gongorinas, como la presencia de una negra tercera en los amores de los dos jóvenes o los diálogos inventados por el genio cordobés entre Píramo y Tisbe. Además, la obra de Góngora posee una intención profundamente desmitificadora, que rebaja a los héroes al ámbito de lo grotesco, revitalizando, mediante la ironía y la distancia crítica, los gastados mitos grecolatinos. Sin embargo la crítica no ha tenido en la estima que quizá mereciera este último intento gongorino por conciliar todas las corrientes poéticas, estilos y tonos del Barroco, probablemente debido a la concepción trascendental que la poesía adquirió a partir del Romanticismo, si bien en los últimos años este poema ha sido cada vez mejor valorado.
La voz enunciadora o narrador del poema es una figura descreída y observadora, consciente de la actividad creadora que desempeña, e incluso crítica con su propia labor, pues en ocasiones reflexiona sobre la propia poesía y sobre el estilo empleado.
Fue editado por primera vez por Juan López de Vicuña en 1627 (Obras en verso del Homero español) y mereció solo tres años más tarde los comentarios eruditos de José Pellicer de Ossau Salas y Tovar en el cuerpo de sus Lecciones solemnes a las obras de don Luis de Gongora y Argote. Pero la crítica más concienzuda la realizó Salazar Mardones con su Ilustración y defensa de la «Fábula de Píramo y Tisbe».
Este es el poema que más estimó el propio Luis de Góngora, y el que más corrigió; hasta tal punto lo sabía de mérito, que lo había memorizado completo. Tal apreciación se sustenta en los testimonios de la época. José Pellicer revela que «entre las obras que más estimó en su vida don Luis de Góngora, según el me dijo muchas veces, fue la principal el romance de Píramo y Tisbe». Salazar Mardones asevera que «fue el poema que mas lima costò a su Autor, y de la que hazia mayores estimaciones» y que «repetía infinitas veces [...] de memoria [...]».